# Kačanov
Kačanov é um município da Eslováquia, situado no distrito de Michalovce, na região de Košice. Tem 5,78 km² de área e sua população em 2018 foi estimada em 474 habitantes.

## Demografia
| Ano:        | 1994 | 2004    | 2014    | 2024    |
| ----------- | ---- | ------- | ------- | ------- |
| Broj ljudi: | 345  | 399     | 446     | 545     |
| Razlika:    |      | +15,65% | +11,77% | +22,19% |

| Ano:               | 2023 | 2024   |
| ------------------ | ---- | ------ |
| Número de pessoas: | 535  | 545    |
| Diferença:         |      | +1,86% |